# (22597) Lynzielinski
(22597) Lynzielinski (1998 HM117) – planetoida z pasa głównego asteroid okrążająca Słońce w ciągu 3,55 lat w średniej odległości 2,33 j.a. Odkryta 23 kwietnia 1998 roku.